# Хегедюш, Чаба
Чаба Хегедюш (венг. Hegedűs Csaba; 6 сентября 1948, Шарвар, Венгрия) — венгерский борец греко-римского стиля, чемпион Олимпийских игр, чемпион мира, двукратный чемпион Европы. Семикратный чемпион Венгрии (1971, 1972, 1976—1978 в греко-римской борьбе, 1971 в вольной борьбе)

## Биография
Начал заниматься борьбой в 1957 году, в Сомбатхее. Через 10 лет занятий был замечен селекционерами из столичного клуба Вашаш, и перешёл туда. В 1968 году стал серебряным призёром чемпионата Венгрии по вольной борьбе.
В 1971 году стал чемпионом страны по вольной и греко-римской борьбе, отправился на чемпионат мира, где завоевал титул чемпиона мира.
На Летних Олимпийских играх 1972 года в Мюнхене боролся в категории до 82 килограммов (средний вес). Выбывание из турнира проходило по мере накопления штрафных баллов. За чистую победу штрафные баллы не начислялись, за победу за явным преимуществом начислялось 0,5 штрафных балла, за победу по очкам 1 штрафной балл, за ничью 2 или 2,5 штрафных балла, за поражение по очкам 3 балла, поражение за явным преимуществом 3,5 балла, чистое поражение — 4 балла. Если борец набирал 6 или более штрафных баллов, он выбывал из турнира. Титул оспаривали 20 человек. Чаба Хегедюш, победив в пяти встречах, стал чемпионом олимпиады. Золотая медаль борца стала сотой золотой медалью Венгрии на олимпийских играх.
| Круг | Соперник           | Страна                                    | Результат | Основание                  | Время схватки |
| ---- | ------------------ | ----------------------------------------- | --------- | -------------------------- | ------------- |
| 1    | Анатолий Назаренко | Союз Советских Социалистических Республик | Победа    | По очкам (1 штрафной балл) |               |
| 2    | Ян Карстрём        | Швеция                                    | Победа    | По очкам (1 штрафной балл) |               |
| 3    | Адам Островски     | Польша                                    | Победа    | Неявка соперника           |               |
| 4    | Кирил Димитров     | Болгария                                  | Победа    | По очкам (1 штрафной балл) |               |
| 5    | Милан Ненадич      | Югославия                                 | Победа    | По очкам (1 штрафной балл) |               |

В 1973 году попал в автомобильную аварию, получил опасные для жизни травмы. Лишь в 1975 году смог вернуться к полноценным тренировкам.
В 1975 году на чемпионате мира остался только четвёртым. В 1976 году завоевал титул чемпиона Европы.
На Летних Олимпийских играх 1976 года в Монреале боролся в категории до 90 килограммов (средний вес). Регламент турнира оставался прежним. Титул оспаривали 17 спортсменов. Дважды проиграв, Чаба Хегедюш выбыл из турнира.
| Круг | Соперник       | Страна                    | Результат | Основание               | Время схватки |
| ---- | -------------- | ------------------------- | --------- | ----------------------- | ------------- |
| 1    | Дэн Чандлер    | Соединённые Штаты Америки | Поражение | 8-9 (3 штрафных балла)  |               |
| 2    | Мирослав Янота | Чехословакия              | Поражение | 4-10 (3 штрафных балла) |               |

В 1977 году стал двукратным чемпионом Европы, на чемпионате мира остался только четвёртым. В 1978 году остался восьмым на чемпионатах мира и Европы и в 1979 году покинул большой спорт.
В 1974 году окончил колледж физкультурной специализации, поступил в университет на юридический факультет, который окончил в 1979 году. В этом же году стал тренером сборной, находился на этом посту до 1989 года. В 1985 году получил звание заслуженного тренера Венгрии. В 1989 году стал вице-президентом федерации борьбы Венгрии, в 1992 году стал президентом федерации, переизбирался четырежды (1996, 2001, 2005, 2010). В 1996 году баллотировался на пост президента Европейской федерации борьбы, но безуспешно. С 1998 по 2002 год входил в комитет по аудиту FILA. В 1997—1998 годах был исполнительным директором в коммерческой компании, некоторое время был редактором канала TeleSport. В 2002 году пытался попасть в Национальное Собрание Венгрии, но попытка не принесла успеха. На Олимпийских играх в Пекине был в группе технических инспекторов.
Женат. Жена — Марианна Синкович, тесть — Имре Синкович и тёща — Каталин Гомбош были известными в Венгрии актёрами. Брат Миклош Хегедюш тоже был борцом, участником Олимпийских игр 1972 года.
Почётный гражданин Сомбатхея и Шарвара.